# V Międzynarodowy Konkurs Pianistyczny im. Fryderyka Chopina
V Międzynarodowy Konkurs Pianistyczny im. Fryderyka Chopina (również V Konkurs Chopinowski) – 5. edycja Międzynarodowego Konkursu Pianistycznego im. Fryderyka Chopina, która rozpoczęła się 21 lutego 1955 w Warszawie. Organizatorem konkursu był Komitet Wykonawczy powołany przez Ministra Kultury i Sztuki.  

## Charakterystyka konkursu
Na konkurs napłynęło 138 zgłoszeń z 33 krajów. Wzięło w nim udział 77 pianistów z 25 krajów, choć ostatecznie przystąpiło do I etapu tylko 74 z nich. Konkurs odbył się w dniach 21 lutego–20 marca 1955 w odbudowanym w wyniku zniszczeń wojennych budynku Filharmonii Warszawskiej. Prace budowlane i wykończeniowe trwały do ostatnich chwil przed inauguracją i z tego powodu konkurs został przesunięty z października 1954 na luty roku następnego, co zwiększyło przerwę pomiędzy edycjami do 6 lat. Powołano specjalny Komitet Wykonawczy, na czele którego stanął pisarz Jarosław Iwaszkiewicz, którego celem była organizacja konkursu.
Był on trójstopniowy: składał się z dwóch etapów oraz finału. Zwyciężył Polak Adam Harasiewicz, który swój triumf zapewnił sobie doskonałym występem w finale. Prowadzący do tego momentu Władimir Aszkenazi na ostatnim etapie zaprezentował się nieco słabiej i zajął ostatecznie II miejsce. W każdym z trzech etapów pianista musiał zmierzyć się z obszernym programem regulaminowym. W Hotelu Polonia, gdzie zakwaterowani byli uczestnicy, udostępniono 70 fortepianów do ćwiczeń. W Warszawie i wielu innych miastach Polski odbyło się towarzyszących konkursowi 70 koncertów i 80 recitali. Jury, które w konkursach przedwojennych zasiadało na estradzie, przeniesione zostało na balkon widowni.
Konkurs był wielkim wydarzeniem muzycznym oraz towarzyskim, gościła na nim m.in. przybyła 12 marca na zaproszenie Komitetu Wykonawczego konkursu królowa belgijska Elżbieta, która przysłuchiwała się początkowym i końcowym występom finałowym. Ponadto gościem konkursu był m.in. szef Sekcji Muzycznej UNESCO, Francuz Pierre Lebar.
Z okazji V Konkursu Chopinowskiego, Poczta Polska wydała dwie serie znaczków pocztowych (8 listopada 1954 oraz 22 lutego 1955) o nominałach (45 gr, 60 gr i 1 zł) oraz drugą o nominałach (40 gr i 60 gr).  

## Kalendarium
| Kalendarz konkursu    |      |             |             |             |             |             |             |             |             |             |             |        |        |            |            |            |            |            |            |        |        |        |        |        |        |        |        |        |
| Faza konkursu         | Data | Data        | Data        | Data        | Data        | Data        | Data        | Data        | Data        | Data        | Data        | Data   | Data   | Data       | Data       | Data       | Data       | Data       | Data       | Data   | Data   | Data   | Data   | Data   | Data   | Data   | Data   | Data   |
| Faza konkursu         | Luty | Luty        | Luty        | Luty        | Luty        | Luty        | Luty        | Luty        | Marzec      | Marzec      | Marzec      | Marzec | Marzec | Marzec     | Marzec     | Marzec     | Marzec     | Marzec     | Marzec     | Marzec | Marzec | Marzec | Marzec | Marzec | Marzec | Marzec | Marzec | Marzec |
| Faza konkursu         | 21.  | 22.         | 23.         | 24.         | 25.         | 26.         | 27.         | 28.         | 1.          | 2.          | 3.          | 4.     | 5.     | 6.         | 7.         | 8.         | 9.         | 10.        | 11.        | 12.    | 13.    | 14.    | 15.    | 16.    | 17.    | 18.    | 19.    | 20.    |
| Koncert inauguracyjny |      |             |             |             |             |             |             |             |             |             |             |        |        |            |            |            |            |            |            |        |        |        |        |        |        |        |        |        |
| I etap                |      | 10:00 16:00 | 10:00 16:00 | 10:00 16:00 | 11:30 16:00 | 10:00 16:00 | 10:00 16:00 | 10:00 16:00 | 10:00 16:00 | 10:00 16:00 | 10:00 16:00 |        |        |            |            |            |            |            |            |        |        |        |        |        |        |        |        |        |
| II etap               |      |             |             |             |             |             |             |             |             |             |             |        |        | 9:30 16:00 | 9:30 16:00 | 9:30 16:00 | 9:30 16:00 | 9:30 16:00 | 9:30 16:00 |        |        |        |        |        |        |        |        |        |
| Finał                 |      |             |             |             |             |             |             |             |             |             |             |        |        |            |            |            |            |            |            |        |        | 19:00  | 19:00  | 19:00  | 19:00  | 19:00  |        |        |
| Koncert laureatów     |      |             |             |             |             |             |             |             |             |             |             |        |        |            |            |            |            |            |            |        |        |        |        |        |        |        |        | 20:00  |

## Repertuar
W I etapie pianiści mieli do wykonania kilka dowolnie wybranych utworów Fryderyka Chopina wyszczególnionych w Regulaminie konkursu wykonywanych z pamięci (m.in. etiudy, walce, polonezy czy nokturny).
W II etapie pianiści grali następujące utwory Fryderyka Chopina: Preludium cis-moll op. 45, dwie pozostałe, nie wykonywane w I etapie etiudy, spośród czterech z op. 10 i z op. 25, trzy mazurki, sonatę lub dwa większe utwory, np. Barkarolę Fis-dur op. 60, balladę, fantazję lub scherzo.
W finale natomiast pianiści mieli do wyboru jeden z koncertów fortepianowych: Koncert e-moll op. 11 lub Koncert f-moll op. 21.

## Fortepiany konkursowe
Do przesłuchań konkursowych udostępniono pianistom do wyboru następujące fortepiany: dwa marki Steinway oraz po jednym z następujących marek: Bechstein, Blüthner, Bösendorfer i Pleyel. Najwięcej kandydatów wybierało jeden z fortepianów marki Steinway o numerze fabrycznym 344421.

## Jury
Do konkursowego przebiegu przesłuchań oraz podziału nagród powołano jury, z jego przewodniczącym, którym został mianowany Zbigniew Drzewiecki. Pierwszego dnia konkursu (21 lutego) członkowie jury wyłonili ze swego składu trzech wiceprzewodniczących. Podczas występów pianistów jury zasiadało przy stołach na balkonie pierwszego piętra Filharmonii. Sekretarzem jury został prof. Stanisław Szpinalski.
| Skład jury |                               |                 |                         |
| Lp.        | Juror                         | Kraj            | Funkcja                 |
| 1.         | Zbigniew Drzewiecki           | Polska          | przewodniczący jury     |
| 2.         | Harold Craxton                | Wielka Brytania | wiceprzewodniczący jury |
| 3.         | Lew Oborin                    | ZSRR            | wiceprzewodniczący jury |
| 4.         | Magda Tagliaferro             | Brazylia        | wiceprzewodnicząca jury |
| 5.         | Stanisław Szpinalski          | Polska          | sekretarz jury          |
| 6.         | Guido Agosti                  | Włochy          | członek jury            |
| 7.         | Stefan Askenase               | Belgia          | członek jury            |
| 8.         | Arturo Benedetti-Michelangeli | Włochy          | członek jury            |
| 9.         | Émile Bosquet                 | Belgia          | członek jury            |
| 10.        | Jacques Février               | Francja         | członek jury            |
| 11.        | Floria Guerra                 | Chile           | członek jury            |
| 12.        | Emil Hajek                    | Jugosławia      | członek jury            |
| 13.        | Jan Hoffman                   | Polska          | członek jury            |
| 14.        | Louis Kentner                 | Wielka Brytania | członek jury            |
| 15.        | Lazare Lévy                   | Francja         | członek jury            |
| 16.        | Witold Lutosławski            | Polska          | członek jury            |
| 17.        | Joseph Marx                   | Austria         | członek jury            |
| 18.        | František Maxián              | Czechosłowacja  | członek jury            |
| 19.        | Lubomir Pipkow                | Bułgaria        | członek jury            |
| 20.        | Bruno Seidlhofer              | Austria         | członek jury            |
| 21.        | Hugo Steurer                  | NRD             | członek jury            |
| 22.        | Ma Sucun                      | Chiny           | członek jury            |
| 23.        | Henryk Sztompka               | Polska          | członek jury            |
| 24.        | Józef Śmidowicz               | Polska          | członek jury            |
| 25.        | Erik Then-Bergh               | RFN             | członek jury            |
| 26.        | Margerita Trombini-Kazuro     | Polska          | członek jury            |
| 27.        | Imré Ungár                    | Węgry           | członek jury            |
| 28.        | Maria Wiłkomirska             | Polska          | członek jury            |
| 29.        | Jakow Zak                     | ZSRR            | członek jury            |
| 30.        | Carlo Zecchi                  | Włochy          | członek jury            |
| 31.        | Jerzy Żurawlew                | Polska          | członek jury            |

### System oceny pianistów
Poszczególni sędziowie oceniali grę pianistów stawiając noty na specjalnych formularzach, odrywanych z bloków. Po występie pianisty wypełniony formularz składało się do koperty i oddawało sekretarzowi jury, który wrzucał ją do specjalnej urny, otwieranej po zakończeniu wszystkich występów na danym etapie bądź finale. Jurorzy punktowali każdy wykonywany utwór i wystawiali pianiście łączną ocenę w skali 1–25 punktów, po czym obliczano średnią arytmetyczną ocen wszystkich sędziów, która była końcową oceną pianisty. Do II etapu dopuszczono tych pianistów, których średnia arytmetyczna wyniosła co najmniej 16 punktów w etapie I, a do III etapu dopuszczono tych pianistów, których średnia arytmetyczna wyniosła co najmniej 18 punktów w etapie II. Nagrodzonymi mogli być tylko ci uczestnicy, którzy w finale (III etapie) otrzymali przeciętną, minimum 18 punktów. O kolejności kandydatów do nagród i wyróżnień decydowała suma przeciętnych punktacji uzyskanych w trzech etapach. 

## Konkurs

### Koncert inauguracyjny
W dniu 21 lutego w odbudowanej Filharmonii Warszawskiej, Wielka Orkiestra Symfoniczna pod batutą Witolda Rowickiego z udziałem chóru rozpoczęły ceremonię otwarcia konkursu odśpiewaniem Hymnu Narodowego, a następnie w krótkich przemówieniach wystąpili Minister Kultury i Sztuki, Włodzimierz Sokorski, który odczytał decyzję przemianowania Filharmonii Warszawskiej na Filharmonię Narodową, a po nim głos zabrał przewodniczący Komitetu Wykonawczego konkursu, pisarz Jarosław Iwaszkiewicz.
Następnie odbył się uroczysty koncert (pierwszy po 15 latach od zniszczenia filharmonii), w którym wykonano Bajkę Stanisława Moniuszki, I Koncert skrzypcowy Karola Szymanowskiego, z udziałem skrzypaczki Wandy Wiłkomirskiej oraz Koncert na orkiestrę Witolda Lutosławskiego. 

### I Etap
Drugiego dnia (22 lutego) przystąpiono do przesłuchań I etapu. Pianiści występowali w kolejności alfabetycznej. Jako pierwsza wystąpiła Iranka Tania Aszot-Harutunian. Ostatecznie w I etapie wystąpiło na scenie 74 pianistów, a trzech pozostałych (Eva Zajíc, Aziz Panahi i Peter V. Webb) zrezygnowało z występu.
| Lp. | Uczestnik                     | Kraj           |
| 1.  | Zenon Fishbein                | Argentyna      |
| 2.  | Eva Zajíc                     | Austria        |
| 3.  | Elyanna Caldas Silveira       | Brazylia       |
| 4.  | Óscar Gacitúa Weston          | Chile          |
| 5.  | Fu Cong                       |                |
| 6.  | Dagmar Baloghová              | Czechosłowacja |
| 7.  | Milan Klíčník                 | Czechosłowacja |
| 8.  | Stanislav Knor                | Czechosłowacja |
| 9.  | Zdeněk Kožina                 | Czechosłowacja |
| 10. | Anna Máchová                  | Czechosłowacja |
| 11. | Vladimír Topinka              | Czechosłowacja |
| 12. | Tania Aszot-Harutunian        |                |
| 13. | Aziz Panahi                   |                |
| 14. | Eduardo Alvarado              | Ekwador        |
| 15. | Ritva Arjava                  | Finlandia      |
| 16. | Mireille Auxietre-Ivankovitch | Francja        |
| 17. | Alain Bernheim                | Francja        |
| 18. | Eveline Chaufour              | Francja        |
| 19. | Monique Duphil                | Francja        |
| 20. | Henri Gautier                 | Francja        |
| 21. | Françoise Le Gonidec          | Francja        |
| 22. | Bernard Ringeissen            | Francja        |
| 23. | Kiyoko Tanaka                 | Japonia        |
| 24. | Mamoru Yanagawa               | Japonia        |
| 25. | Yaeko Yamane                  | Japonia        |
| 26. | Anna-Marie Globenski          | Kanada         |

| Lp. | Uczestnik                 | Kraj       |
| 27. | Liliana Bajnowa           |            |
| 28. | Snieżanka Barowa          |            |
| 29. | Emi Béhar                 |            |
| 30. | Olga Szewkenowa           |            |
| 31. | Florence Margue-Wong      | Luksemburg |
| 32. | Magdalena Acosta Mariscal | Meksyk     |
| 33. | Günter Kotz               |            |
| 34. | Manfred Reinelt           |            |
| 35. | Annerose Schmidt          |            |
| 36. | Siegfried Stöckigt        |            |
| 37. | Andrzej Czajkowski        | Polska     |
| 38. | Danuta Dworakowska        | Polska     |
| 39. | Lidia Grychtołówna        | Polska     |
| 40. | Adam Harasiewicz          | Polska     |
| 41. | Tadeusz Kerner            | Polska     |
| 42. | Edwin Kowalik             | Polska     |
| 43. | Miłosz Magin              | Polska     |
| 44. | Włodzimierz Obidowicz     | Polska     |
| 45. | Elisabeth Gmöhling        |            |
| 46. | Manfred Grasse            |            |
| 47. | Reimer Küchler            |            |
| 48. | Hans Werner Nachtmann     |            |
| 49. | Manfred Reuthe            |            |
| 50. | Wolfgang Saschowa         |            |
| 51. | Herbert Seidemann         |            |
| 52. | Wolfgang Semig            |            |

| Lp. | Uczestnik              | Kraj            |
| 53. | Peter Zimmermann       |                 |
| 54. | Malinee Peris          |                 |
| 55. | Samuel Delessert       | Szwajcaria      |
| 56. | György Banhalmi        |                 |
| 57. | Péter Frankl           |                 |
| 58. | Imre Szendrei          |                 |
| 59. | Tamás Vásáry           |                 |
| 60. | Agnes Radó             |                 |
| 61. | Vera Remenyi           |                 |
| 62. | Geoffrey Buckley       | Wielka Brytania |
| 63. | Jeremy Stephen Gott    | Wielka Brytania |
| 64. | Michael Gough Matthews | Wielka Brytania |
| 65. | John Moore-Bridger     | Wielka Brytania |
| 66. | Mary Anne Rees         | Wielka Brytania |
| 67. | Peter V. Webb          | Wielka Brytania |
| 68. | Sheila Wells           | Wielka Brytania |
| 69. | Sergio Marzorati       | Włochy          |
| 70. | Giuseppe Postiglione   | Włochy          |
| 71. | Leslie Räskowitz       |                 |
| 72. | Władimir Aszkenazi     |                 |
| 73. | Nina Lelczuk           |                 |
| 74. | Dmitrij Papierno       |                 |
| 75. | Dmitrij Sacharow       |                 |
| 76. | Irina Sijałowa         |                 |
| 77. | Naum Sztarkman         |                 |

| Lp. | Uczestnik                     | Kraj           |
| 1.  | Zenon Fishbein                | Argentyna      |
| 2.  | Eva Zajíc                     | Austria        |
| 3.  | Elyanna Caldas Silveira       | Brazylia       |
| 4.  | Óscar Gacitúa Weston          | Chile          |
| 5.  | Fu Cong                       |                |
| 6.  | Dagmar Baloghová              | Czechosłowacja |
| 7.  | Milan Klíčník                 | Czechosłowacja |
| 8.  | Stanislav Knor                | Czechosłowacja |
| 9.  | Zdeněk Kožina                 | Czechosłowacja |
| 10. | Anna Máchová                  | Czechosłowacja |
| 11. | Vladimír Topinka              | Czechosłowacja |
| 12. | Tania Aszot-Harutunian        |                |
| 13. | Aziz Panahi                   |                |
| 14. | Eduardo Alvarado              | Ekwador        |
| 15. | Ritva Arjava                  | Finlandia      |
| 16. | Mireille Auxietre-Ivankovitch | Francja        |
| 17. | Alain Bernheim                | Francja        |
| 18. | Eveline Chaufour              | Francja        |
| 19. | Monique Duphil                | Francja        |
| 20. | Henri Gautier                 | Francja        |
| 21. | Françoise Le Gonidec          | Francja        |
| 22. | Bernard Ringeissen            | Francja        |
| 23. | Kiyoko Tanaka                 | Japonia        |
| 24. | Mamoru Yanagawa               | Japonia        |
| 25. | Yaeko Yamane                  | Japonia        |
| 26. | Anna-Marie Globenski          | Kanada         |

| Lp. | Uczestnik                 | Kraj       |
| 27. | Liliana Bajnowa           |            |
| 28. | Snieżanka Barowa          |            |
| 29. | Emi Béhar                 |            |
| 30. | Olga Szewkenowa           |            |
| 31. | Florence Margue-Wong      | Luksemburg |
| 32. | Magdalena Acosta Mariscal | Meksyk     |
| 33. | Günter Kotz               |            |
| 34. | Manfred Reinelt           |            |
| 35. | Annerose Schmidt          |            |
| 36. | Siegfried Stöckigt        |            |
| 37. | Andrzej Czajkowski        | Polska     |
| 38. | Danuta Dworakowska        | Polska     |
| 39. | Lidia Grychtołówna        | Polska     |
| 40. | Adam Harasiewicz          | Polska     |
| 41. | Tadeusz Kerner            | Polska     |
| 42. | Edwin Kowalik             | Polska     |
| 43. | Miłosz Magin              | Polska     |
| 44. | Włodzimierz Obidowicz     | Polska     |
| 45. | Elisabeth Gmöhling        |            |
| 46. | Manfred Grasse            |            |
| 47. | Reimer Küchler            |            |
| 48. | Hans Werner Nachtmann     |            |
| 49. | Manfred Reuthe            |            |
| 50. | Wolfgang Saschowa         |            |
| 51. | Herbert Seidemann         |            |
| 52. | Wolfgang Semig            |            |

| Lp. | Uczestnik              | Kraj            |
| 53. | Peter Zimmermann       |                 |
| 54. | Malinee Peris          |                 |
| 55. | Samuel Delessert       | Szwajcaria      |
| 56. | György Banhalmi        |                 |
| 57. | Péter Frankl           |                 |
| 58. | Imre Szendrei          |                 |
| 59. | Tamás Vásáry           |                 |
| 60. | Agnes Radó             |                 |
| 61. | Vera Remenyi           |                 |
| 62. | Geoffrey Buckley       | Wielka Brytania |
| 63. | Jeremy Stephen Gott    | Wielka Brytania |
| 64. | Michael Gough Matthews | Wielka Brytania |
| 65. | John Moore-Bridger     | Wielka Brytania |
| 66. | Mary Anne Rees         | Wielka Brytania |
| 67. | Peter V. Webb          | Wielka Brytania |
| 68. | Sheila Wells           | Wielka Brytania |
| 69. | Sergio Marzorati       | Włochy          |
| 70. | Giuseppe Postiglione   | Włochy          |
| 71. | Leslie Räskowitz       |                 |
| 72. | Władimir Aszkenazi     |                 |
| 73. | Nina Lelczuk           |                 |
| 74. | Dmitrij Papierno       |                 |
| 75. | Dmitrij Sacharow       |                 |
| 76. | Irina Sijałowa         |                 |
| 77. | Naum Sztarkman         |                 |

### II Etap
Po parogodzinnych obradach 4 marca jury do II etapu, decyzją ogłoszoną przez przewodniczącego o godz. 14, dopuściło 41 pianistów z 16 krajów (w tym wszystkich Polaków). Podobnie jak w I etapie przesłuchania rozpoczęła Iranka Tania Aszot-Harutunian. Z powodu wykonywania (prawdopodobnie przez pomyłkę) Sonaty h-moll op. 58, utworu innego niż planowany, występ Finki Ritvy Arjavy został przerwany, co oznaczało jej dyskwalifikację.
| Lp. | Uczestnik              | Kraj           |
| 1.  | Óscar Gacitúa Weston   | Chile          |
| 2.  | Fu Cong                |                |
| 3.  | Stanislav Knor         | Czechosłowacja |
| 4.  | Anna Máchová           | Czechosłowacja |
| 5.  | Tania Aszot-Harutunian |                |
| 6.  | Ritva Arjava           | Finlandia      |
| 7.  | Alain Bernheim         | Francja        |
| 8.  | Monique Duphil         | Francja        |
| 9.  | Henri Gautier          | Francja        |
| 10. | Françoise Le Gonidec   | Francja        |
| 11. | Bernard Ringeissen     | Francja        |
| 12. | Kiyoko Tanaka          | Japonia        |
| 13. | Snieżanka Barowa       |                |
| 14. | Emi Béhar              |                |

| Lp. | Uczestnik             | Kraj   |
| 15. | Olga Szewkenowa       |        |
| 16. | Günter Kotz           |        |
| 17. | Annerose Schmidt      |        |
| 18. | Siegfried Stöckigt    |        |
| 19. | Andrzej Czajkowski    | Polska |
| 20. | Danuta Dworakowska    | Polska |
| 21. | Lidia Grychtołówna    | Polska |
| 22. | Adam Harasiewicz      | Polska |
| 23. | Tadeusz Kerner        | Polska |
| 24. | Edwin Kowalik         | Polska |
| 25. | Miłosz Magin          | Polska |
| 26. | Włodzimierz Obidowicz | Polska |
| 27. | Manfred Reuthe        |        |
| 28. | Herbert Seidemann     |        |

| Lp. | Uczestnik              | Kraj            |
| 29. | Malinee Peris          |                 |
| 30. | György Banhalmi        |                 |
| 31. | Péter Frankl           |                 |
| 32. | Imre Szendrei          |                 |
| 33. | Tamás Vásáry           |                 |
| 34. | Michael Gough Matthews | Wielka Brytania |
| 35. | Giuseppe Postiglione   | Włochy          |
| 36. | Władimir Aszkenazi     |                 |
| 37. | Nina Lelczuk           |                 |
| 38. | Dmitrij Papierno       |                 |
| 39. | Dmitrij Sacharow       |                 |
| 40. | Irina Sijałowa         |                 |
| 41. | Naum Sztarkman         |                 |

| Lp. | Uczestnik              | Kraj           |
| 1.  | Óscar Gacitúa Weston   | Chile          |
| 2.  | Fu Cong                |                |
| 3.  | Stanislav Knor         | Czechosłowacja |
| 4.  | Anna Máchová           | Czechosłowacja |
| 5.  | Tania Aszot-Harutunian |                |
| 6.  | Ritva Arjava           | Finlandia      |
| 7.  | Alain Bernheim         | Francja        |
| 8.  | Monique Duphil         | Francja        |
| 9.  | Henri Gautier          | Francja        |
| 10. | Françoise Le Gonidec   | Francja        |
| 11. | Bernard Ringeissen     | Francja        |
| 12. | Kiyoko Tanaka          | Japonia        |
| 13. | Snieżanka Barowa       |                |
| 14. | Emi Béhar              |                |

| Lp. | Uczestnik             | Kraj   |
| 15. | Olga Szewkenowa       |        |
| 16. | Günter Kotz           |        |
| 17. | Annerose Schmidt      |        |
| 18. | Siegfried Stöckigt    |        |
| 19. | Andrzej Czajkowski    | Polska |
| 20. | Danuta Dworakowska    | Polska |
| 21. | Lidia Grychtołówna    | Polska |
| 22. | Adam Harasiewicz      | Polska |
| 23. | Tadeusz Kerner        | Polska |
| 24. | Edwin Kowalik         | Polska |
| 25. | Miłosz Magin          | Polska |
| 26. | Włodzimierz Obidowicz | Polska |
| 27. | Manfred Reuthe        |        |
| 28. | Herbert Seidemann     |        |

| Lp. | Uczestnik              | Kraj            |
| 29. | Malinee Peris          |                 |
| 30. | György Banhalmi        |                 |
| 31. | Péter Frankl           |                 |
| 32. | Imre Szendrei          |                 |
| 33. | Tamás Vásáry           |                 |
| 34. | Michael Gough Matthews | Wielka Brytania |
| 35. | Giuseppe Postiglione   | Włochy          |
| 36. | Władimir Aszkenazi     |                 |
| 37. | Nina Lelczuk           |                 |
| 38. | Dmitrij Papierno       |                 |
| 39. | Dmitrij Sacharow       |                 |
| 40. | Irina Sijałowa         |                 |
| 41. | Naum Sztarkman         |                 |

### Finał (III Etap)
12 marca o godzinie 13:30 przewodniczący jury na specjalnej konferencji prasowej ogłosił listę pianistów dopuszczonych do przesłuchań finałowych. Wśród 21 pianistów z 9 krajów znalazło się 5 Polaków. Warto dodać, że początkowo pomyłkowo ogłoszono listę 20 pianistów, ale później ją poszerzono i znalazł się na niej pominięty Węgier György Banhalmi. 
W koncertach finałowych wraz z każdym pianistą występowały przemiennie dwie grupy orkiestr Filharmonii Narodowej, którymi dyrygowali: Zdzisław Górzyński, Mieczysław Mierzejewski, Arnold Rezler, Stanisław Wisłocki i Bohdan Wodiczko. Wybór koncertów Fryderyka Chopina rozłożył się mniej więcej równomiernie (jedenastu pianistów wybrało Koncert f-moll op. 21, a dziesięciu Koncert e-moll op. 11).   
| Lp. | Finalista          | Kraj           | Koncert finałowy |
| 1.  | Fu Cong            |                | e-moll op. 11    |
| 2.  | Stanislav Knor     | Czechosłowacja | e-moll op. 11    |
| 3.  | Monique Duphil     | Francja        | e-moll op. 11    |
| 4.  | Bernard Ringeissen | Francja        | f-moll op. 21    |
| 5.  | Kiyoko Tanaka      | Japonia        | e-moll op. 11    |
| 6.  | Emi Béhar          |                | e-moll op. 11    |
| 7.  | Annerose Schmidt   |                | f-moll op. 21    |

| Lp. | Finalista          | Kraj   | Koncert finałowy |
| 8.  | Andrzej Czajkowski | Polska | f-moll op. 21    |
| 9.  | Lidia Grychtołówna | Polska | e-moll op. 11    |
| 10. | Adam Harasiewicz   | Polska | e-moll op. 11    |
| 11. | Edwin Kowalik      | Polska | e-moll op. 11    |
| 12. | Miłosz Magin       | Polska | e-moll op. 11    |
| 13. | György Banhalmi    |        | f-moll op. 21    |
| 14. | Péter Frankl       |        | e-moll op. 11    |

| Lp. | Finalista          | Kraj | Koncert finałowy |
| 15. | Tamás Vásáry       |      | f-moll op. 21    |
| 16. | Władimir Aszkenazi |      | f-moll op. 21    |
| 17. | Nina Lelczuk       |      | f-moll op. 21    |
| 18. | Dmitrij Papierno   |      | f-moll op. 21    |
| 19. | Dmitrij Sacharow   |      | f-moll op. 21    |
| 20. | Irina Sijałowa     |      | f-moll op. 21    |
| 21. | Naum Sztarkman     |      | f-moll op. 21    |

| Lp. | Finalista          | Kraj           | Koncert finałowy |
| 1.  | Fu Cong            |                | e-moll op. 11    |
| 2.  | Stanislav Knor     | Czechosłowacja | e-moll op. 11    |
| 3.  | Monique Duphil     | Francja        | e-moll op. 11    |
| 4.  | Bernard Ringeissen | Francja        | f-moll op. 21    |
| 5.  | Kiyoko Tanaka      | Japonia        | e-moll op. 11    |
| 6.  | Emi Béhar          |                | e-moll op. 11    |
| 7.  | Annerose Schmidt   |                | f-moll op. 21    |

| Lp. | Finalista          | Kraj   | Koncert finałowy |
| 8.  | Andrzej Czajkowski | Polska | f-moll op. 21    |
| 9.  | Lidia Grychtołówna | Polska | e-moll op. 11    |
| 10. | Adam Harasiewicz   | Polska | e-moll op. 11    |
| 11. | Edwin Kowalik      | Polska | e-moll op. 11    |
| 12. | Miłosz Magin       | Polska | e-moll op. 11    |
| 13. | György Banhalmi    |        | f-moll op. 21    |
| 14. | Péter Frankl       |        | e-moll op. 11    |

| Lp. | Finalista          | Kraj | Koncert finałowy |
| 15. | Tamás Vásáry       |      | f-moll op. 21    |
| 16. | Władimir Aszkenazi |      | f-moll op. 21    |
| 17. | Nina Lelczuk       |      | f-moll op. 21    |
| 18. | Dmitrij Papierno   |      | f-moll op. 21    |
| 19. | Dmitrij Sacharow   |      | f-moll op. 21    |
| 20. | Irina Sijałowa     |      | f-moll op. 21    |
| 21. | Naum Sztarkman     |      | f-moll op. 21    |

## Nagrody i wyróżnienia
Fundatorem wszystkich nagród głównych było Ministerstwo Kultury i Sztuki. Wszyscy laureaci otrzymali stosownie do zajętego miejsca bądź wyróżnienia odpowiednią nagrodę finansową. Ponadto dodatkowo podano punktację łączną laureatów konkursu. 
| Nagrody główne                                   |                      |                |                  |                           |
| Nagroda                                          | Laureat              | Kraj           | Wysokość nagrody | Łączna punktacja konkursu |
| 1                                                | Adam Harasiewicz     | Polska         | 30 000 zł        | 69,94                     |
| 2                                                | Władimir Aszkenazi   | ZSRR           | 25 000 zł        | 68,67                     |
| 3                                                | Fu Cong              | Chiny          | 20 000 zł        | 67,10                     |
| 4                                                | Bernard Ringeissen   | Francja        | 18 000 zł        | 66,02                     |
| 5                                                | Naum Sztarkman       | ZSRR           | 16 000 zł        | 64,55                     |
| 6                                                | Dmitrij Papierno     | ZSRR           | 14 000 zł        | 64,29                     |
| 7                                                | Lidia Grychtołówna   | Polska         | 12 000 zł        | 63,54                     |
| 8                                                | Andrzej Czajkowski   | Polska         | 10 000 zł        | 62,81                     |
| 9                                                | Dmitrij Sacharow     | ZSRR           | 9000 zł          | 62,44                     |
| 10                                               | Kiyoko Tanaka        | Japonia        | 8000 zł          | 62,29                     |
| Wyróżnienia                                      |                      |                |                  |                           |
| Wyróżniony                                       | Wyróżniony           | Kraj           | Wysokość nagrody | Wysokość nagrody          |
| Emi Béhar                                        | Emi Béhar            | Bułgaria       | 5000 zł          | 5000 zł                   |
| Monique Duphil                                   | Monique Duphil       | Francja        | 5000 zł          | 5000 zł                   |
| Péter Frankl                                     | Péter Frankl         | Węgry          | 5000 zł          | 5000 zł                   |
| Stanislav Knor                                   | Stanislav Knor       | Czechosłowacja | 5000 zł          | 5000 zł                   |
| Edwin Kowalik                                    | Edwin Kowalik        | Polska         | 5000 zł          | 5000 zł                   |
| Nina Lelczuk                                     | Nina Lelczuk         | ZSRR           | 5000 zł          | 5000 zł                   |
| Miłosz Magin                                     | Miłosz Magin         | Polska         | 5000 zł          | 5000 zł                   |
| Annerose Schmidt                                 | Annerose Schmidt     | NRD            | 5000 zł          | 5000 zł                   |
| Irina Sijałowa                                   | Irina Sijałowa       | ZSRR           | 5000 zł          | 5000 zł                   |
| Tamás Vásáry                                     | Tamás Vásáry         | Węgry          | 5000 zł          | 5000 zł                   |
| Nagroda Specjalna                                |                      |                |                  |                           |
| Nagroda                                          | Nagrodzony           | Kraj           | Wysokość nagrody | Fundator nagrody          |
| Najlepsze wykonanie mazurków                     | Fu Cong              | Chiny          | 10 000 zł        | Polskie Radio             |
| Wyróżnienia Specjalne                            |                      |                |                  |                           |
| Nagroda                                          | Wyróżniony           | Kraj           | Wysokość nagrody | Wysokość nagrody          |
| Najlepsze wykonanie Nokturnu Des-dur op. 27 nr 2 | Óscar Gacitúa Weston | Chile          | 4000 zł          | 4000 zł                   |
| Najlepsze wykonanie Poloneza fis-moll op. 44     | Tadeusz Kerner       | Polska         | 4000 zł          | 4000 zł                   |
| Najlepsze wykonanie Berceuse Des-dur op. 57      | Malinee Peris        | Cejlon         | 4000 zł          | 4000 zł                   |
| Najlepsze wykonanie Poloneza As-dur op. 61       | Giuseppe Postiglione | Włochy         | 4000 zł          | 4000 zł                   |
| Najlepsze wykonanie Etiudy Ges-dur op. 25 nr 9   | Manfred Reuthe       | RFN            | 4000 zł          | 4000 zł                   |
| Najlepsze wykonanie Impromptu Fis-dur op. 36     | Imre Szendrei        | Węgry          | 4000 zł          | 4000 zł                   |